# تروشکی کوچه
تروشکی کوچه (به لاتین: Truszki-Kucze) یک منطقهٔ مسکونی در لهستان است که در Gmina Kolno, Podlaskie Voivodeship واقع شده‌است.

## خصوصیات
تروشکی کوچه ۴۶ نفر جمعیت دارد.